# 鳥のコンサート (スナイデルス)
『鳥のコンサート』（とりのコンサート、露: Птичий концерт、英: Concert of Birds）は、フランドルのバロック期の画家フランス・スナイデルス が1630-1640年代にキャンバス上に油彩で制作した絵画である。著名な動物画家で静物画家でもあったスナイデルスのすべての絵画の中でもよく知られた作品のうちに数えられる。主題は『イソップ物語』から採られている。作品はホートン・ホールにあったウォルポール・コレクションから購入され、1779年以来、サンクトペテルブルクのエルミタージュ美術館に所蔵されている。

## 作品
この絵画の場面は、『イソップ物語』 (イソップ作として知られるが、実際には古代の作家が語りなおしたものによってのみ知られる) 中の「フクロウと鳥たち」にもとづいている。すべての鳥たちに賢明な助言を与えるフクロウの話であるが、鳥たちは聞いておらず、フクロウの助言が当たったときしか彼の助言を信じない。この寓話は中世には宗教的寓意とみなされていたが、スナイデルスの影響により17世紀のフランドル絵画では広く一般的な主題となった。
しかし、本作の『イソップ物語』との関係は、画面上部中央左寄りにいるフクロウの周りに色彩豊かな鳥が集まるモティーフという表面的なものにすぎない。開かれた楽譜を前にしたフクロウは長い爪を持つ片足を上げ、不協和音を奏でるしかないバラバラな鳥の声からなる合唱団を指揮している。見目麗しいものの、「音楽的」に生まれついていない白鳥、孔雀、鷲、オウムなどの鳥たちは、耳障りで甲高い叫び声で、小さな鳥たちの音楽的な歌声をかき乱す。
スナイデルスにとって、この主題は様々な鳥を描くための口実でしかない。画面にはヨーロッパの森、野原、水路にいる鳥ばかりでなく、孔雀、アマゾン川のオウム、赤インコなど特にヨーロッパで飼育された外来の鳥が見られるが、画家は鳥類学的に正確な描写をしながら、一羽一羽の鳥の動きを的確に表現するユニークな技術を持っている。音楽的な調和はないとしても、絵画的には調和した作品が作り出されているのである。なお、本作は、形状から判断するとドアの上に掛けられた装飾用作品として意図されたものである。この絵画には多くの別ヴァージョンと複製が存在する。 